# Olympische Sommerspiele 1980/Leichtathletik – Dreisprung (Männer)

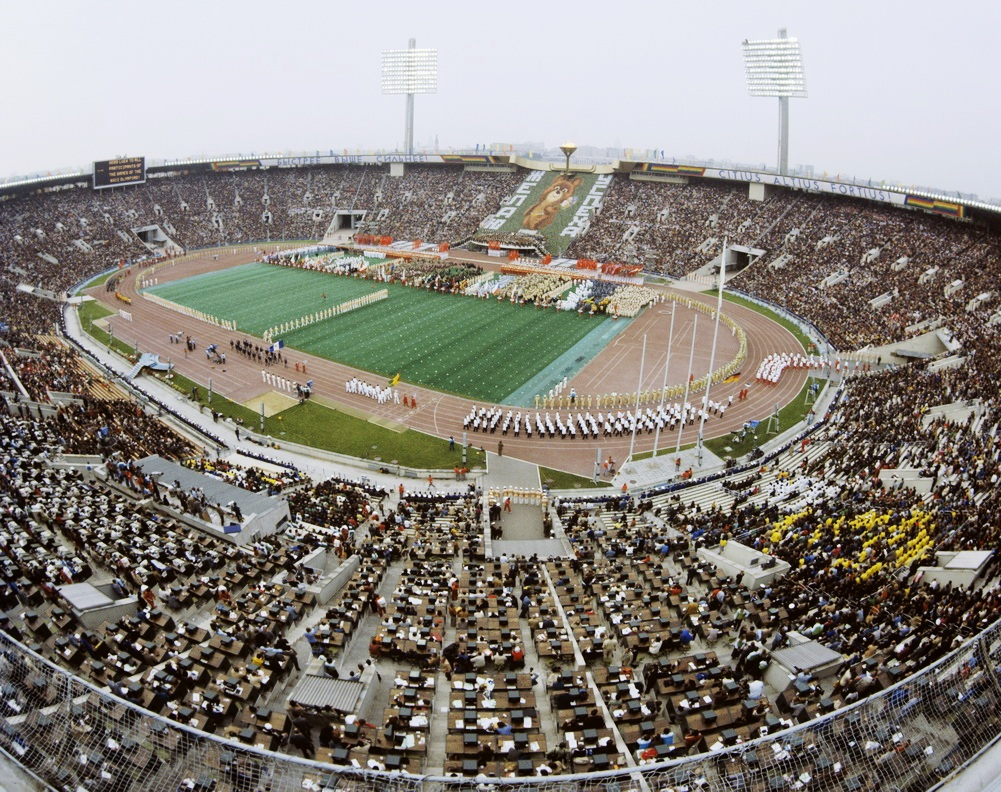
Das Luschniki-Stadion während der Eröffnungsfeier dieser Spiele

Der Dreisprung der Männer bei den Olympischen Spielen 1980 in Moskau wurde am 24. und 25. Juli 1980 im Olympiastadion Luschniki ausgetragen. 23 Athleten nahmen teil.
Olympiasieger wurde Jaak Uudmäe aus der Sowjetunion. Er gewann vor seinem Landsmann, dem Olympiasieger von 1968, 1972 und 1976 Wiktor Sanejew, sowie dem Brasilianer João Carlos de Oliveira.
Springer aus der DDR, der Schweiz, Österreich und Liechtenstein nahmen nicht teil. Athleten aus der Bundesrepublik Deutschland waren wegen des Olympiaboykotts ebenfalls nicht dabei.

## Bestehende Rekorde
| Weltrekord         | 17,89 m | João Carlos de Oliveira ( Brasilien) | Mexiko-Stadt, Mexiko           | 15. Oktober 1975 |
| Olympischer Rekord | 17,39 m | Wiktor Sanejew ( Sowjetunion)        | Finale OS Mexiko-Stadt, Mexiko | 17. Oktober 1968 |

Der bestehende olympische Rekord wurde bei diesen Spielen nicht erreicht. Mit seinem weitesten Sprung von 17,35 m, erzielt im Finale, verfehlte der sowjetische Olympiasieger Jaak Uudmäe diesen Rekord allerdings nur um vier Zentimeter. Zum Weltrekord fehlten ihm 54 Zentimeter.

## Durchführung des Wettbewerbs
Die Springer traten am 24. Juli in zwei Gruppen zu einer Qualifikationsrunde an. Sieben von ihnen – hellblau unterlegt – übertrafen die direkte Finalqualifikationsweite von 16,55 m. Damit war die Mindestanzahl von zwölf Finalteilnehmern nicht erreicht. Das Finalfeld wurde nach den nächstbesten Weiten mit fünf weiteren Wettbewerbern – hellgrün unterlegt – auf zwölf Springer aufgefüllt. So genügten schließlich 16,42 m, um im Finale am 25. Juli dabei zu sein.

## Zeitplan
24. Juli, 18:50 Uhr: Qualifikation

25. Juli, 18:40 Uhr: Finale
Anmerkung:
Alle Zeiten sind in Ortszeit Moskau (UTC+3) angegeben.

## Legende
Kurze Übersicht zur Bedeutung der Symbolik – so üblicherweise auch in sonstigen Veröffentlichungen verwendet:
| – | verzichtet                            |
| x | ungültig                              |
| r | Wettkampf nicht fortgesetzt (retired) |

## Qualifikation
Datum: 24. Juli 1980, ab 18:50 Uhr

### Gruppe A
| Platz | Name                   | Nation      | 1. Versuch (m) Wind (m/s) | 2. Versuch (m) Wind (m/s) | 3. Versuch (m) Wind (m/s) | Resultat (m) |
| 1     | Ian Campbell           | Australien  | 17,02 / ±0,0              | –                         | –                         | 17,02        |
| 2     | Jaak Uudmäe            | Sowjetunion | 16,03 / +0,3              | 16,69 / +0,4              | –                         | 16,69        |
| 3     | Wiktor Sanejew         | Sowjetunion | 16,57 / +0,3              | –                         | –                         | 16,57        |
| 4     | Béla Bakosi            | Ungarn      | 15,99 / −0,3              | 16,45 / −0,3              | 16,22 / ±0,0              | 16,45        |
| 5     | Atanas Tschotschew     | Bulgarien   | 16,20 / +0,4              | 16,42 / −0,2              | 16,17 / +0,4              | 16,42        |
| 6     | Ramón Cid              | Spanien     | 16,20 / +0,3              | x                         | 16,04 / ±0,0              | 16,20        |
| 7     | Moujhed Fahid Khalifa  | Irak        | x                         | 15,77 / +0,7              | 15,86 / +0,4              | 15,86        |
| 8     | Abdoulaye Samba Diallo | Senegal     | x                         | 15,51 / −0,1              | 15,68 / ±0,0              | 15,68        |
| 9     | Bogger Mushanga        | Sambia      | 14,79 / ±0,0              | –                         | –                         | 14,79        |
| NM    | Alejandro Herrera      | Kuba        | x                         | r                         |                           | ogV          |
| NM    | Olli Pousi             | Finnland    | x                         | r                         |                           | ogV          |

### Gruppe B

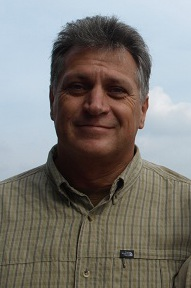
Zdzisław Hoffmann (Foto: 2010) – scheiterte mit 15,35 m

| Platz | Name                    | Nation         | 1. Versuch (m) Wind (m/s) | 2. Versuch (m) Wind (m/s) | 3. Versuch (m) Wind (m/s) | Resultat (m) |
| 1     | Ken Lorraway            | Australien     | 15,84 / +0,7              | 16,29 / +0,8              | 16,80 / +0,1              | 16,80        |
| 2     | Jewgeni Anikin          | Sowjetunion    | 16,77 / +0,5              | –                         | –                         | 16,77        |
| 3     | João Carlos de Oliveira | Brasilien      | x                         | 16,62 / +0,8              | –                         | 16,62        |
| 4     | Keith Connor            | Großbritannien | 16,58 / +0,3              | –                         | –                         | 16,58        |
| 5     | Armando Herrera         | Kuba           | 16,28 / +1,2              | x                         | 16,49 / +0,1              | 16,49        |
| 6     | Milan Spasojević        | Jugoslawien    | 16,21 / ±0,0              | 16,48 / +0,9              | –                         | 16,48        |
| 7     | Christian Valétudie     | Frankreich     | 15,99 / +0,9              | 16,43 / +1,4              | 16,39 / +0,6              | 16,43        |
| 8     | Zdzisław Hoffmann       | Polen          | x                         | 15,35 / +0,3              | 15,28 / −0,3              | 15,35        |
| 9     | Henri Dagba             | Benin          | x                         | 13,64 / +0,6              | 14,71 / ±0,0              | 14,71        |
| 10    | Dương Đức Thủy          | Vietnam        | 14,51 / +1,1              | 14,19 / +0,1              | 14,59 / −0,4              | 14,59        |
| 11    | Arthure Agathine        | Seychellen     | x                         | 13,99 / +0,9              | 14,21 / −0,2              | 14,21        |
| 12    | Yadessa Kuma            | Äthiopien      | 13,49 / +1,1              | 13,60 / +0,4              | x                         | 13,60        |

## Finale
Datum: 25. Juli 1980, 18:40 Uhr
Mit drei Gold- und einer Silbermedaille ist Wiktor Sanejew der bis heute – Stand Dezember 2017 – erfolgreichste Dreispringer bei Olympischen Spielen.
| Platz | Name                    | Nation         | 1. Versuch (m) Wind (m/s) | 2. Versuch (m) Wind (m/s) | 3. Versuch (m) Wind (m/s) | 4. Versuch (m) Wind (m/s)                | 5. Versuch (m) Wind (m/s)                | 6. Versuch (m) Wind (m/s)                | Resultat (m) |
| 1     | Jaak Uudmäe             | Sowjetunion    | x                         | 16,83 / ±0,0              | 17,35 / −0,3              | x                                        | 17,08 / +0,8                             | 17,28 / −0,6                             | 17,35        |
| 2     | Wiktor Sanejew          | Sowjetunion    | 16,85 / −2,3              | 16,53 / +0,5              | 17,04 / −1,3              | x                                        | 17,07 / −2,5                             | 17,24 / −1,2                             | 17,24        |
| 3     | João Carlos de Oliveira | Brasilien      | 16,96 / −0,4              | x                         | 17,22 / +1,9              | x                                        | x                                        | x                                        | 17,22        |
| 4     | Keith Connor            | Großbritannien | 16,32 / −0,3              | 16,64 / −1,2              | 16,51 / −±0,0             | 16,87 / −1,2                             | 14,54 / +0,1                             | 16,48 / +0,6                             | 16,87        |
| 5     | Ian Campbell            | Australien     | x                         | 16,72 / −0,3              | x                         | x                                        | x                                        | x                                        | 16,72        |
| 6     | Atanas Tschotschew      | Bulgarien      | 16,12 / +1,2              | 16,55 / −1,7              | x                         | x                                        | –                                        | 16,56 / −3,3                             | 16,56        |
| 7     | Béla Bakosi             | Ungarn         | x                         | 16,28 / +0,2              | 16,11 / −0,3              | 16,47 / +0,4                             | 16,03 / −1,8                             | 15,77 / −1,8                             | 16,47        |
| 8     | Ken Lorraway            | Australien     | 16,12 / +0,1              | 16,44 / +0,1              | 16,20 / +0,9              | 16,40 / +1,3                             | –                                        | 15,70 / −0,5                             | 16,44        |
|       |                         |                |                           |                           |                           |                                          |                                          |                                          |              |
| 9     | Jewgeni Anikin          | Sowjetunion    | 16,12 / −1,5              | 15,75 / −0,8              | x                         | nicht im Finale der besten acht Springer | nicht im Finale der besten acht Springer | nicht im Finale der besten acht Springer | 16,12        |
| 10    | Milan Spasojević        | Jugoslawien    | 16,09 / −1,3              | 16,08 / +0,3              | 15,93 / +0,5              | nicht im Finale der besten acht Springer | nicht im Finale der besten acht Springer | nicht im Finale der besten acht Springer | 16,09        |
| 11    | Armando Herrera         | Kuba           | 15,90 / −0,7              | x                         | 16,03 / +2,0              | nicht im Finale der besten acht Springer | nicht im Finale der besten acht Springer | nicht im Finale der besten acht Springer | 16,03        |
| NM    | Christian Valétudie     | Frankreich     | x                         | –                         | –                         | nicht im Finale der besten acht Springer | nicht im Finale der besten acht Springer | nicht im Finale der besten acht Springer | ogV          |

Bei seiner vierten Olympiateilnahme wollte der sowjetische Springer Wiktor Sanejew nach seinen Siegen 1968, 1972 und 1976 die vierte Goldmedaille in Folge gewinnen und so mit dem US-amerikanischen Diskuswerfer Al Oerter gleichziehen, der dieses Kunststück 1956, 1960, 1964 und 1968 geschafft hatte. Der Favorit in Moskau war jedoch der brasilianische Weltrekordler João Carlos de Oliveira. Ebenfalls hoch eingeschätzt wurden der Brite Keith Connor und der Australier Ian Campbell.
Im ersten Versuch ging de Oliveira mit 16,96 m in Führung, gefolgt von Sanejew – 16,85 m – und Connor – 16,32 m. Diese Weiten waren allerdings nur ein Vorgeplänkel. Im zweiten Durchgang schob sich Sanejews Teamkamerad Jaak Uudmäe mit 16,83 m auf Position drei. Campbell lag auf Platz vier, Connor auf fünf. Doch immer noch hatte es keinen Sprung über die 17-Meter-Marke gegeben. Das änderte sich in der dritten Runde, als Uudmäe sich mit 17,35 m in Front brachte. De Oliveira verbesserte sich mit 17,22 m auf Platz zwei, Sanejew mit 17,04 m auf den dritten Rang.
In den weiteren Durchgängen gelang weder de Oliveira noch Campbell ein gültiger Versuch. Im letzten Durchgang sprang Wiktor Sanejew mit 17,24 m noch auf den Silberrang. Olympiasieger wurde überraschend Jaak Uudmäe. Für den Weltrekordinhaber João Carlos de Oliveira blieb die Bronzemedaille. Alle anderen Springer blieben unter siebzehn Meter. Platz vier belegte Keith Connor vor Ian Campbell und dem Bulgaren Atanas Tschotschew.

## Kontroverse zur Wertung von Sprüngen durch nicht-sowjetische Athleten
Zahlreiche vom Kampfgericht als Fehlversuche gewertete Sprünge von João Carlos de Oliveira und Ian Campbell sorgten für Kontroversen. So wurde bekannt, dass die IAAF zugestimmt hatte, für die Leichtathletikwettbewerbe ausschließlich sowjetische Schiedsrichter zuzulassen. Schon Campbells erster Sprung, der als Fehlversuch wegen Übertretens der Absprungmarke gewertet worden war, sorgte für Diskussionen. Campbell, der mit dem rechten Fuß absprang, wollte sich die Markierung auf dem Sprungbalken im Plastilin ansehen, um zu erkennen, wie weit er übergetreten war. Dort zeigte sich jedoch nur der Abdruck eines Athleten, der mit links abgesprungen war.
Der dritte Versuch Campbells, der ihn augenscheinlich in Führung gebracht hätte, wurde als Fehlversuch gewertet, weil der Australier zwischen dem zweiten (Step) und dritten Sprung (Jump) den Boden berührt haben sollte (Scraping). Campbell entgegnete, dass er die Weite nicht erreicht hätte, wenn er den Boden tatsächlich berührt hätte.
Auch de Oliveira wurden zwei Sprünge – einer sichtbar weiter als der Fehlversuch Campbells – in umstrittener Weise als Fehlversuch angerechnet.

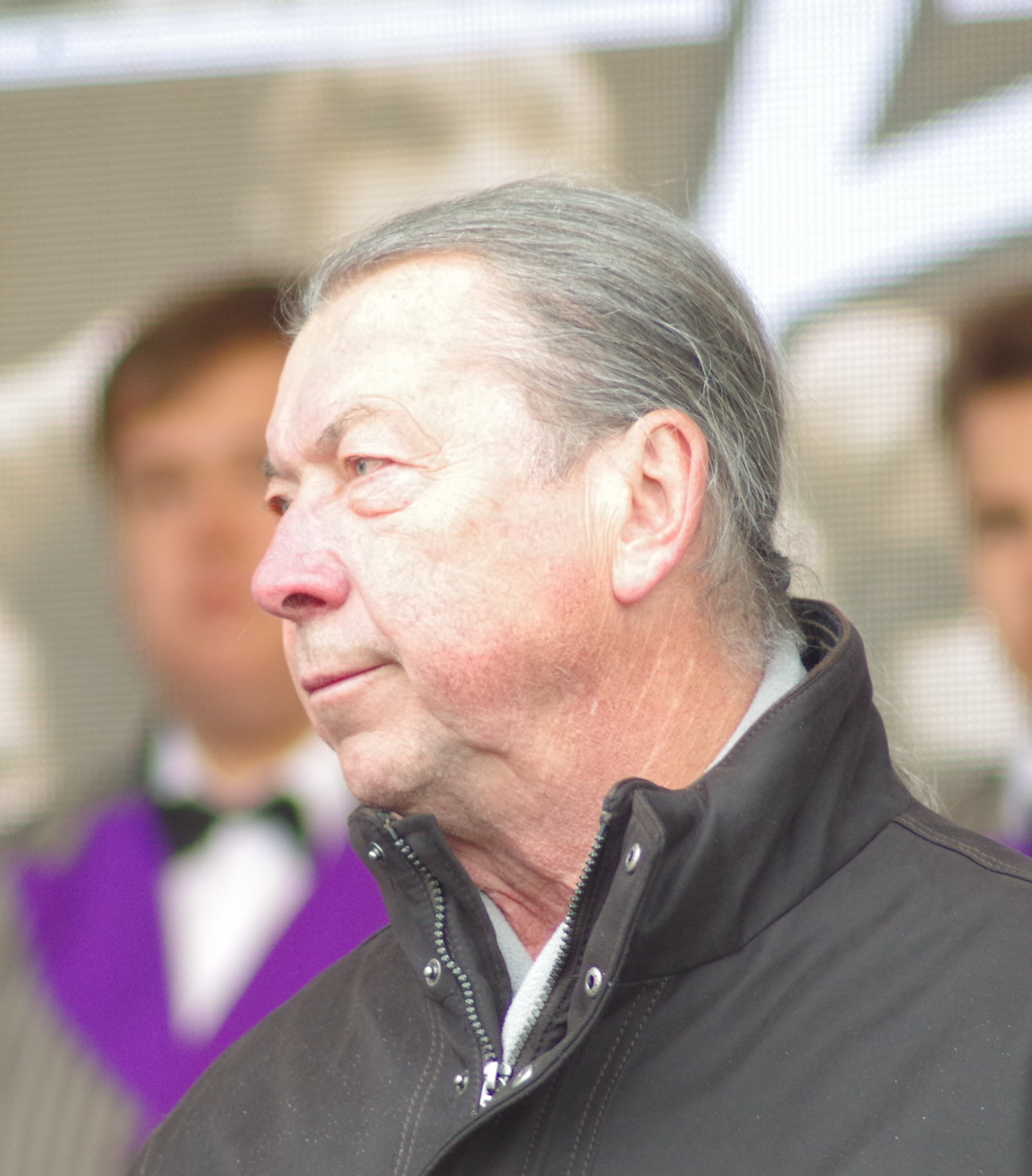
Olympiasieger Jaak Uudmäe (hier im Jahr 2018)
Silber gab es für den dreifachen Olympiasieger (1968/1972/1976) Viktor Sanejew

## Videolinks
- Jaak Uudmäe 17.35m - Triple Jump - Moscow Olympics - Gold, youtube.com, abgerufen am 30. Oktober 2021
- 1980 Olympic Triple Jump, youtube.com, abgerufen am 31. Dezember 2017